# Escassefort
Escassefort est une commune du Sud-Ouest de la France, située dans le département de Lot-et-Garonne, en région Nouvelle-Aquitaine.

## Géographie

### Localisation
La commune fait partie de l'aire d'attraction de Marmande.

### Communes limitrophes
Les communes limitrophes sont  Lachapelle, Marmande, Mauvezin-sur-Gupie, Saint-Avit, Seyches et Virazeil.
|                    | Saint-Avit  | Lachapelle |
| Mauvezin-sur-Gupie | Escassefort | Seyches    |
| Marmande           | Virazeil    |            |

### Climat
Pour des articles plus généraux, voir Climat de la Nouvelle-Aquitaine et Climat de Lot-et-Garonne.
Historiquement, la commune est exposée à un climat océanique aquitain.  
En 2020, Météo-France publie une typologie des climats de la France métropolitaine dans laquelle la commune est exposée à un climat océanique et est dans la région climatique Aquitaine, Gascogne, caractérisée par une pluviométrie abondante au printemps, modérée en automne, un faible ensoleillement au printemps, un été chaud (19,5 °C), des vents faibles, des brouillards fréquents en automne et en hiver et des orages fréquents en été (15 à 20 jours).
Pour la période 1971-2000, la température annuelle moyenne est de 12,9 °C, avec une amplitude thermique annuelle de 15,2 °C. Le cumul annuel moyen de précipitations est de 799 mm, avec 11,2 jours de précipitations en janvier et 6,5 jours en juillet. Pour la période 1991-2020, la température moyenne annuelle observée sur la station météorologique la plus proche, située sur la commune de Verteuil-d'Agenais à 17 km à vol d'oiseau, est de 13,8 °C et le cumul annuel moyen de précipitations est de 821,3 mm,. Pour l'avenir, les paramètres climatiques de la commune estimés pour 2050 selon différents scénarios d’émission de gaz à effet de serre sont consultables sur un site dédié publié par Météo-France en novembre 2022.

## Urbanisme

### Typologie
Au 1er janvier 2024, Escassefort est catégorisée commune rurale à habitat dispersé, selon la nouvelle grille communale de densité à sept niveaux définie par l'Insee en 2022.
Elle est située hors unité urbaine. Par ailleurs la commune fait partie de l'aire d'attraction de Marmande, dont elle est une commune de la couronne,. Cette aire, qui regroupe 48 communes, est catégorisée dans les aires de 50 000 à moins de 200 000 habitants,.

### Occupation des sols

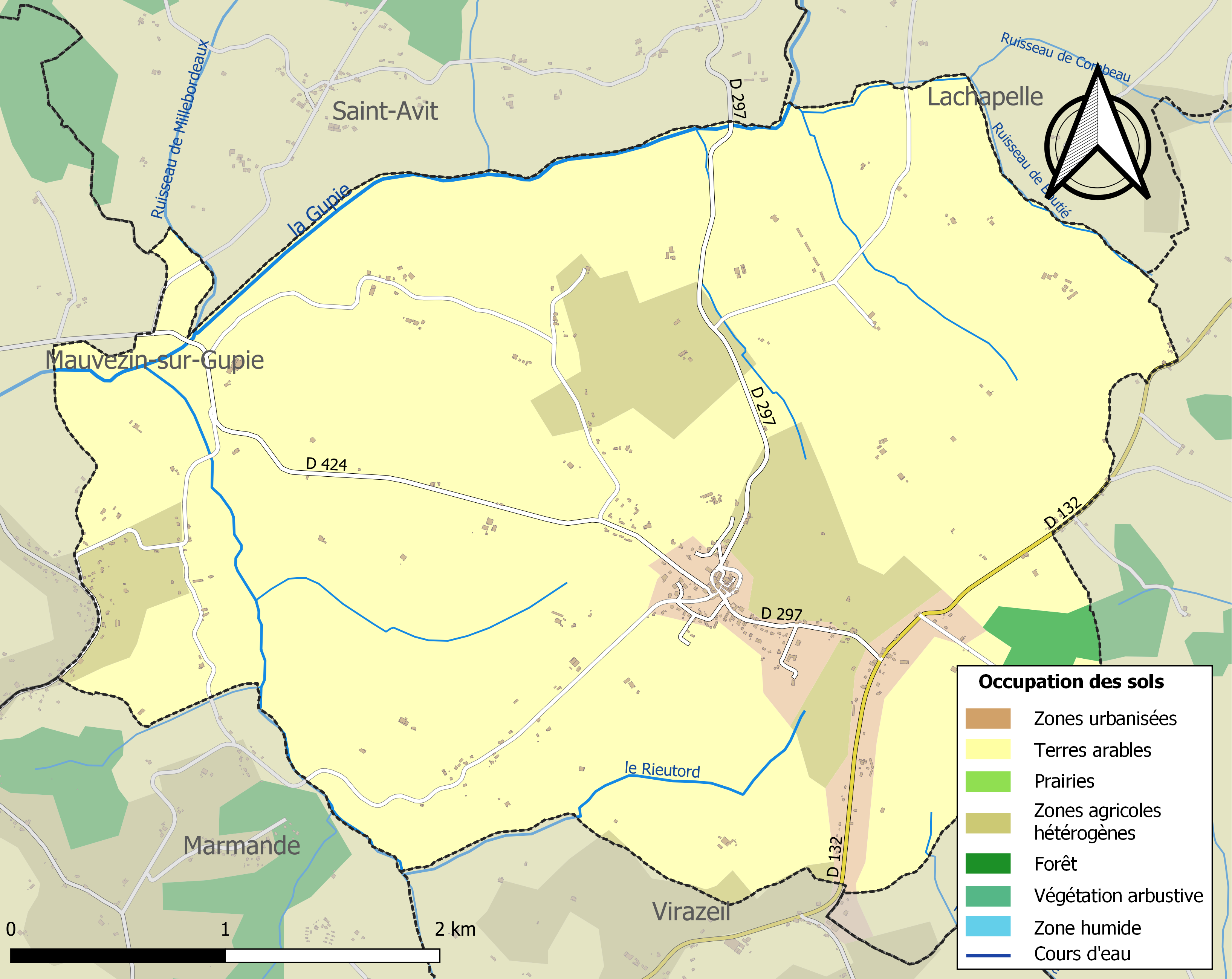
Carte des infrastructures et de l'occupation des sols de la commune en 2018 (CLC).

L'occupation des sols de la commune, telle qu'elle ressort de la base de données européenne d’occupation biophysique des sols Corine Land Cover (CLC), est marquée par l'importance des territoires agricoles (95,1 % en 2018), en diminution par rapport à 1990 (97,2 %). La répartition détaillée en 2018 est la suivante : 
terres arables (85,1 %), zones agricoles hétérogènes (10 %), zones urbanisées (4 %), forêts (0,9 %). L'évolution de l’occupation des sols de la commune et de ses infrastructures peut être observée sur les différentes représentations cartographiques du territoire : la carte de Cassini (XVIIIe siècle), la carte d'état-major (1820-1866) et les cartes ou photos aériennes de l'IGN pour la période actuelle (1950 à aujourd'hui).

### Risques majeurs
Le territoire de la commune d'Escassefort est vulnérable à différents aléas naturels : météorologiques (tempête, orage, neige, grand froid, canicule ou sécheresse), inondations, mouvements de terrains et séisme (sismicité très faible). Un site publié par le BRGM permet d'évaluer simplement et rapidement les risques d'un bien localisé soit par son adresse soit par le numéro de sa parcelle.
Certaines parties du territoire communal sont susceptibles d’être affectées par le risque d’inondation par une crue à  débordement lent de cours d'eau, notamment la Gupie. La commune a été reconnue en état de catastrophe naturelle au titre des dommages causés par les inondations et coulées de boue survenues en 1982, 1983, 1994, 1999 et 2009,.
Les mouvements de terrains susceptibles de se produire sur la commune sont des tassements différentiels.

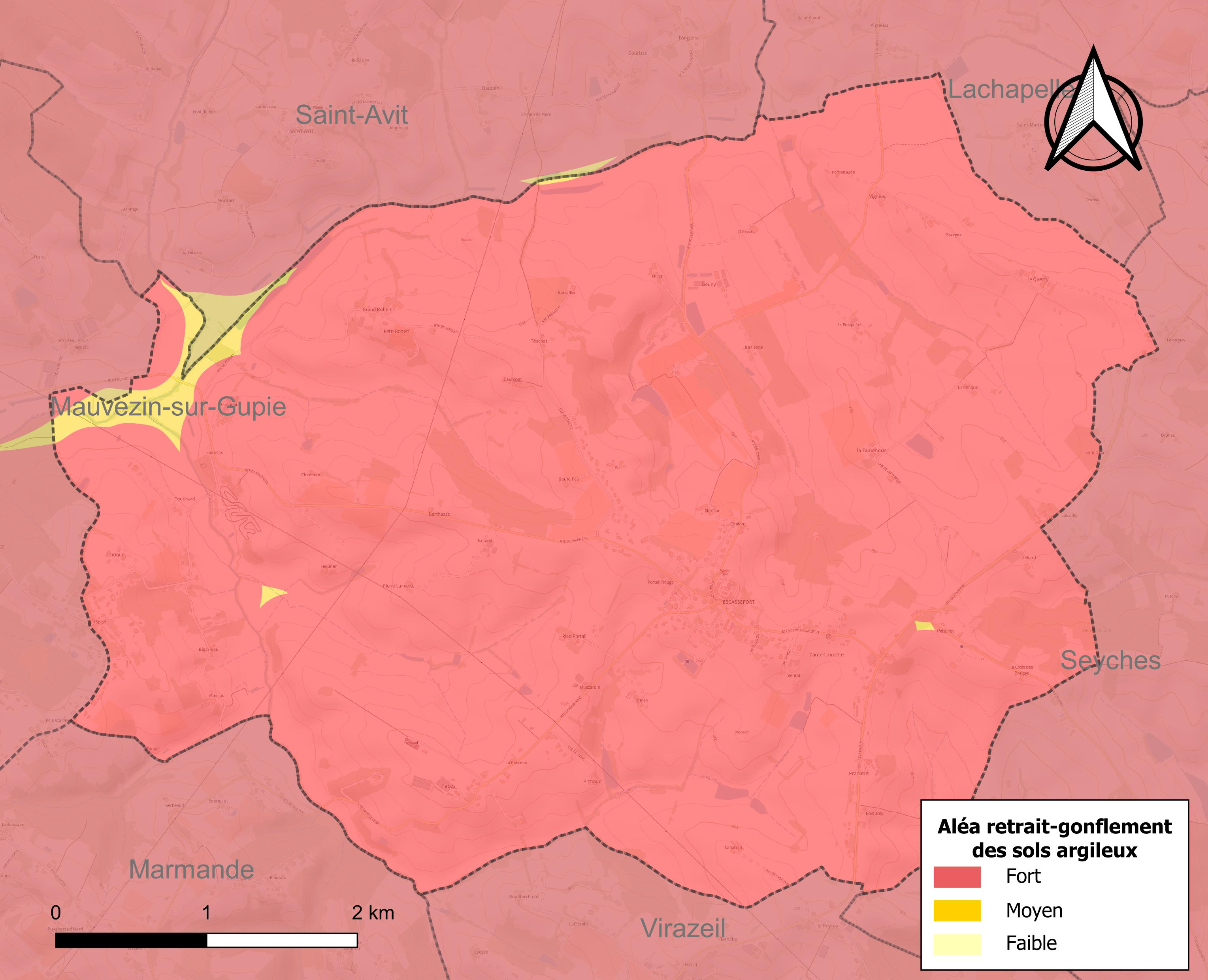
Carte des zones d'aléa retrait-gonflement des sols argileux d'Escassefort.

Le retrait-gonflement des sols argileux est susceptible d'engendrer des dommages importants aux bâtiments en cas d’alternance de périodes de sécheresse et de pluie. La totalité de la commune est en aléa moyen ou fort (91,8 % au niveau départemental et 48,5 % au niveau national). Depuis le 1er octobre 2020, en application de la loi ELAN, différentes contraintes s'imposent aux vendeurs, maîtres d'ouvrages ou constructeurs de biens situés dans une zone classée en aléa moyen ou fort,.
Concernant les mouvements de terrains, la commune a été reconnue en état de catastrophe naturelle au titre des dommages causés par la sécheresse en 1989, 2011 et 2017 et par des mouvements de terrain en 1999.

## Toponymie
Le nom de la commune viendrait de Escars qui signifie pauvre, et de fort (ou forteresse).

## Histoire
Le village est mentionné dès 1197.

## Politique et administration
| Période                                  | Période   | Identité               | Étiquette | Qualité                    |
| ---------------------------------------- | --------- | ---------------------- | --------- | -------------------------- |
| avant 1981                               | ?         | Fernand Lespine        | DVG       |                            |
| juin 1995                                | mars 2008 | Jean-Michel Bottemanne |           | Retraité de l'enseignement |
| Mars 2008                                | Mars 2020 | Christian Fraissinède  |           |                            |
| Mars 2020                                | En cours  | Claude Lalande         |           |                            |
| Les données manquantes sont à compléter. |           |                        |           |                            |

## Population et société

### Démographie
Les habitants sont appelés les Escassefortais

L'évolution du nombre d'habitants est connue à travers les recensements de la population effectués dans la commune depuis 1793. Pour les communes de moins de 10 000 habitants, une enquête de recensement portant sur toute la population est réalisée tous les cinq ans, les populations de référence des années intermédiaires étant quant à elles estimées par interpolation ou extrapolation. Pour la commune, le premier recensement exhaustif entrant dans le cadre du nouveau dispositif a été réalisé en 2008.

En 2022, la commune comptait 654 habitants, en évolution de +10,66 % par rapport à 2016 (Lot-et-Garonne : −0,18 %, France hors Mayotte : +2,11 %).
| 1793 | 1800 | 1806 | 1821 | 1831 | 1836 | 1841 | 1846 | 1851 |
| ---- | ---- | ---- | ---- | ---- | ---- | ---- | ---- | ---- |
| 770  | 693  | 734  | 764  | 749  | 732  | 758  | 746  | 677  |

| 1856 | 1861 | 1866 | 1872 | 1876 | 1881 | 1886 | 1891 | 1896 |
| ---- | ---- | ---- | ---- | ---- | ---- | ---- | ---- | ---- |
| 711  | 724  | 721  | 732  | 723  | 625  | 623  | 551  | 513  |

| 1901 | 1906 | 1911 | 1921 | 1926 | 1931 | 1936 | 1946 | 1954 |
| ---- | ---- | ---- | ---- | ---- | ---- | ---- | ---- | ---- |
| 575  | 554  | 523  | 478  | 513  | 514  | 505  | 490  | 444  |

| 1962 | 1968 | 1975 | 1982 | 1990 | 1999 | 2006 | 2008 | 2013 |
| ---- | ---- | ---- | ---- | ---- | ---- | ---- | ---- | ---- |
| 469  | 505  | 512  | 424  | 540  | 556  | 561  | 563  | 594  |

| 2018 | 2022 | - | - | - | - | - | - | - |
| ---- | ---- | - | - | - | - | - | - | - |
| 610  | 654  | - | - | - | - | - | - | - |

### Enseignement
Il y a une école primaire publique.

## Culture locale et patrimoine

### Lieux et monuments
- L'église paroissiale Sainte-Martianne, construite au XVe siècle, de style gothique, s'est vue adjoindre deux chapelles latérales au XIXe siècle et un clocher néo-gothique surmonté d'une flèche en 1880[26].
- La halle a été construite au XXe siècle, remplaçant une halle plus ancienne, et sert toujours de lieu de marché[27].
- Le monument aux morts, sur une petite place à proximité de l'église, au cœur du village, présente un personnage féminin ceinte d'une couronne de lauriers et en tenant une dans la main — assurément à destination des morts pour la patrie — ; une plaque émaillée sur la face est porte les noms des morts et les trois autres faces portent des citations des maréchaux français victorieux[28] :
  - face nord, « D'une gloire immortelle vous avez paré vos drapeaux. » — Foch
  - face sud, « Tous les efforts doivent être employés à attaquer et refouler l'ennemi. » — Joffre
  - face ouest, « Le monde ne saura ce qu'il doit admirer le plus de votre tenue dans le succès ou de votre héroïsme dans les combats. » — Pétain

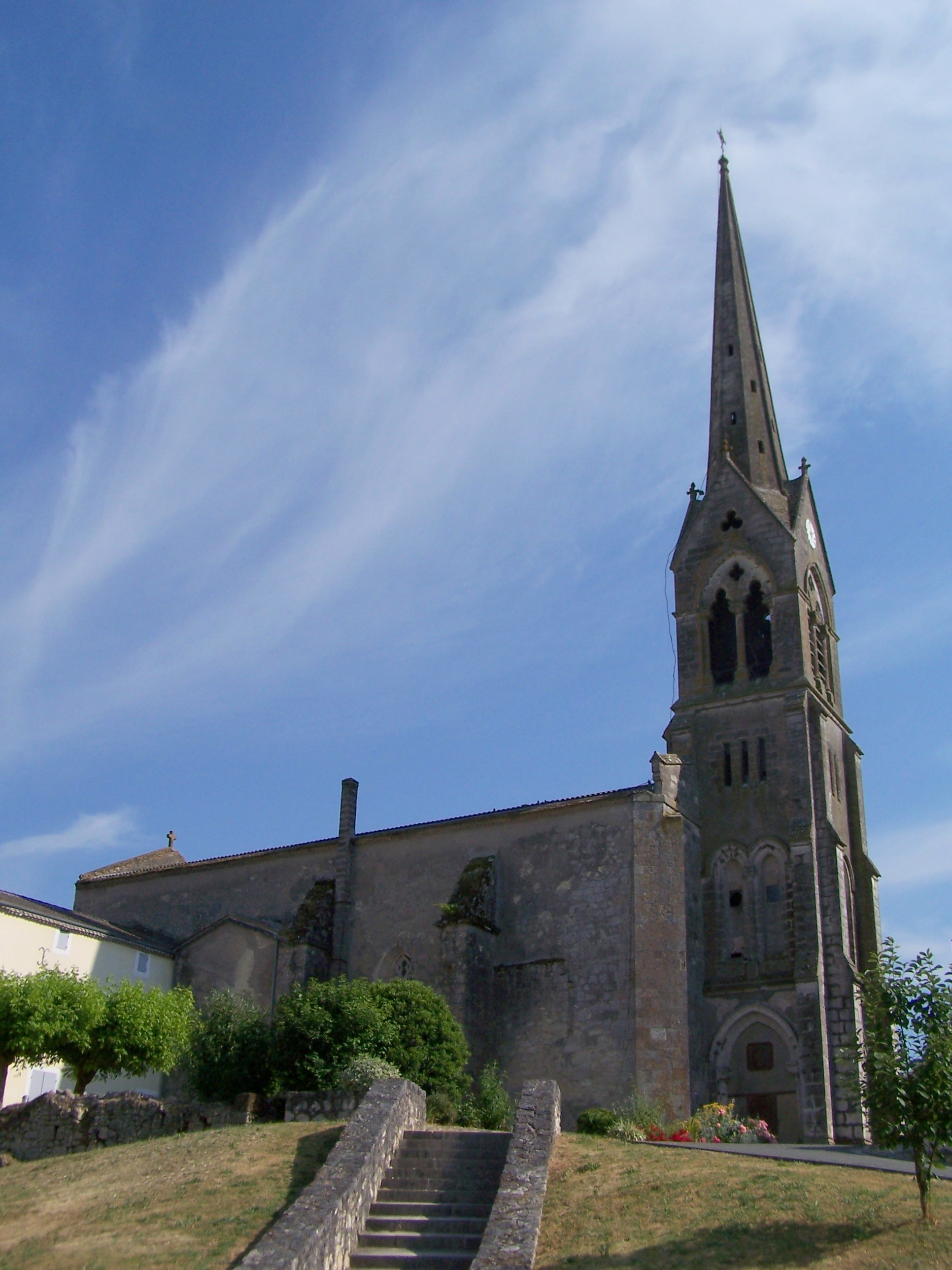
L'église Sainte-Martianne
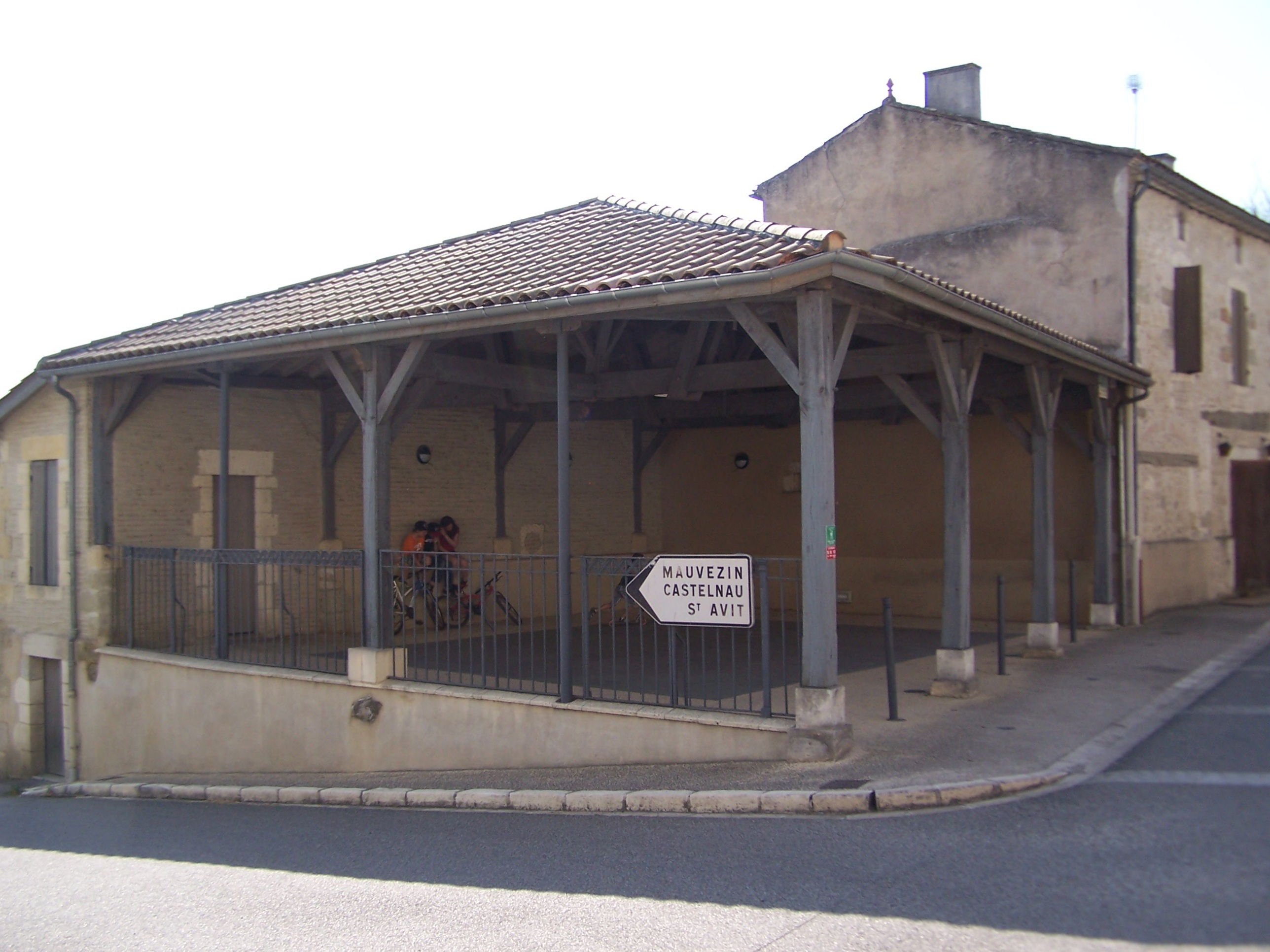
La halle
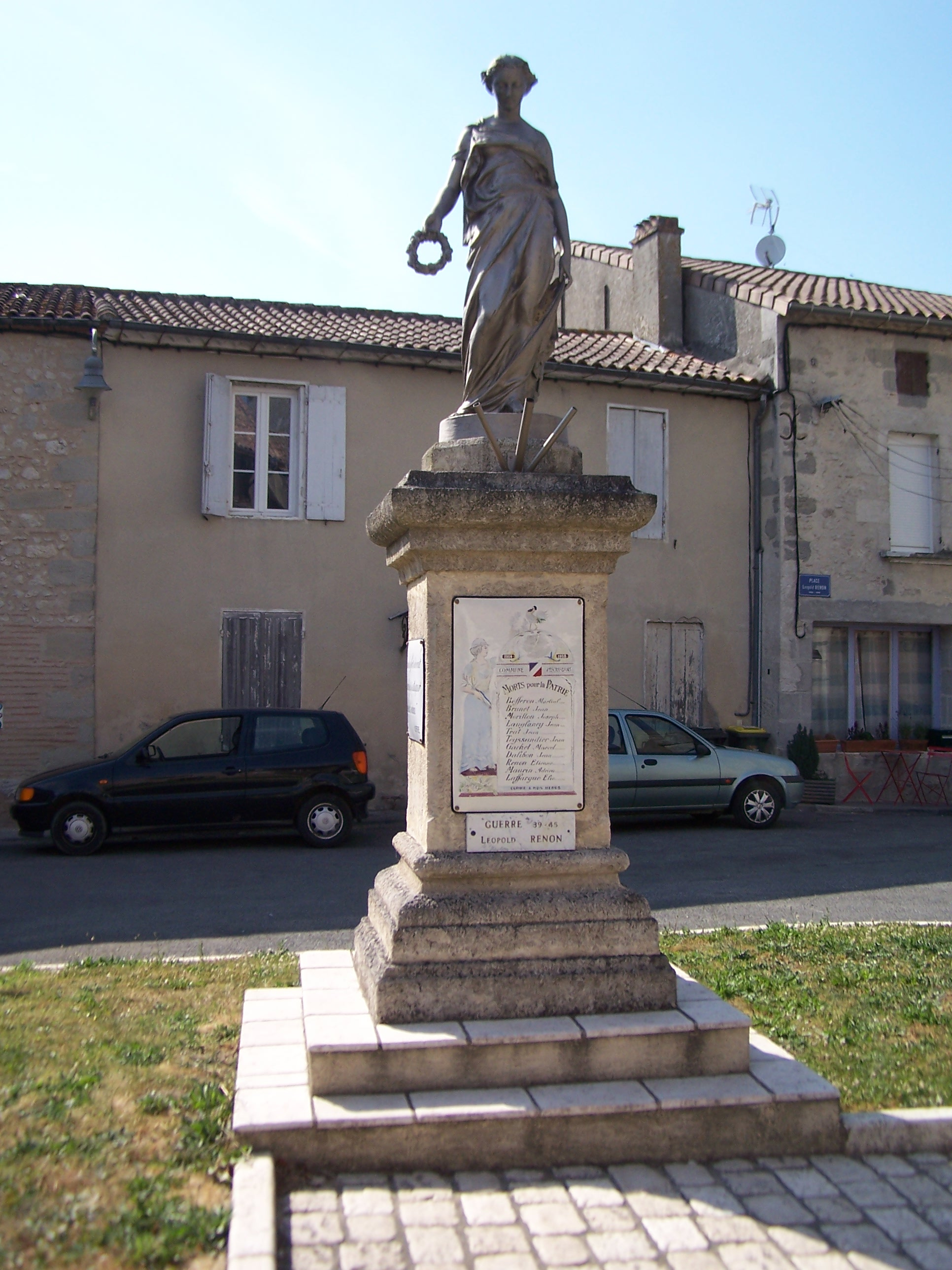
Le monument aux morts